# 1. Klasse Dresden 1941/42
Die 1. Klasse Dresden 1941/42 war die neunte Spielzeit der nun 1. Klasse genannten Fußball-Bezirksklasse Dresden-Bautzen im Sportgau Sachsen. Sie diente als eine von vier zweitklassigen Bezirksklassen als Unterbau der Gauliga Sachsen. Die Meister dieser vier Spielklassen qualifizierten sich für eine Aufstiegsrunde, in der zwei Aufsteiger zur Gauliga Sachsen ausgespielt wurden.
Die 1. Klasse Dresden wurde in dieser Spielzeit erneut in zwei Staffeln im Rundenturnier mit Hin- und Rückspiel ausgetragen, in diesem Jahr jedoch mit je acht teilnehmenden Mannschaften. Die beiden Staffelsieger trafen dann in zwei Finalspielen um die Bezirksmeisterschaft aufeinander. Saisonstart war der 8. September 1941, die Finalspiele um die Bezirksmeisterschaft fanden am 22. Februar und 8. März 1942 statt.  Als Bezirksmeister setzte sich Gauligaabsteiger Sportfreunde Dresden mit zwei Siegen über den SC Freital 04 durch. Vom Fachamt Fußball einberaumte Entscheidungsspiele um die Teilnahmeberechtigung an den Bereichsklassenaufstiegsspielen verloren die Sportfreunde jedoch gegen den Vertreter der Oberlausitz, Sportlust Zittau, wodurch sich die Dresdner trotz Bezirksmeistertitel nicht für die Aufstiegsrunde zur Gauklasse Sachsen 1942/43 qualifizierten.

## Abteilung A
Kreuztabelle
Die Kreuztabelle stellt die Ergebnisse aller überlieferten Spiele dieser Saison dar. Die Heimmannschaft ist in der linken Spalte, die Gastmannschaft in der oberen Zeile aufgelistet.
| 1941/42                 | SPF  | REI | LEU | HEI | GRÖ | PIR    | Dresdensia Dresden | STR |
| ----------------------- | ---- | --- | --- | --- | --- | ------ | ------------------ | --- |
| Sportfreunde Dresden    |      | 7:1 | 3:0 | 0:0 | 3:0 | 3:1    | 2:0                | 3:2 |
| VfL Reichsbahn Dresden  | 2:3  |     | 1:2 | 4:2 | 7:1 | 6:2    | 6:3                | 5:1 |
| SC Wacker Leuben        | 1:1  | 2:2 |     | 0:0 |     | 3:2    | 6:0                | 3:0 |
| SC Heidenau             | 1:1  | 0:1 | 2:3 |     | 3:1 | 2:2    | 4:2                | 8:2 |
| TSV Gröditz             | 2:2  | 3:3 | 5:2 | 5:0 |     | +0:0 a | 6:0                | 6:2 |
| Pirnaer TuSV            | 0:2  | 1:4 | 1:2 | 2:1 | 6:1 |        | 5:2                | 6:4 |
| Dresdensia Dresden      | 0:2  | 1:3 | 3:1 | 1:6 | 1:6 | 2:1    |                    | 4:1 |
| BSG Straßenbahn Dresden | 0:10 | 0:9 | 3:2 | 1:6 | 2:1 | 3:2    | 1:1                |     |

Abschlusstabelle
| Pl. | Verein                   | Sp. | S  | U | N  | Tore    | Quote | Punkte |
| --- | ------------------------ | --- | -- | - | -- | ------- | ----- | ------ |
| 1.  | Sportfreunde Dresden (A) | 14  | 10 | 4 | 0  | 042:100 | 4,20  | 24:40  |
| 2.  | VfL Reichsbahn Dresden   | 14  | 9  | 2 | 3  | 054:280 | 1,93  | 20:80  |
| 3.  | SC Wacker Leuben (N)     | 13  | 6  | 3 | 4  | 027:230 | 1,17  | 15:11  |
| 4.  | SC Heidenau              | 14  | 5  | 4 | 5  | 035:250 | 1,40  | 14:14  |
| 5.  | TSV Gröditz (N)          | 13  | 6  | 2 | 5  | 037:310 | 1,19  | 14:12  |
| 6.  | Pirnaer TuSV             | 14  | 4  | 1 | 9  | 031:350 | 0,89  | 09:19  |
| 7.  | Dresdensia Dresden       | 14  | 3  | 1 | 10 | 020:500 | 0,40  | 07:21  |
| 8.  | BSG Straßenbahn Dresden  | 14  | 3  | 1 | 10 | 022:660 | 0,33  | 07:21  |

| (A) | Absteiger aus der Gauklasse   |
| (N) | Aufsteiger aus den 2. Klassen |

## Abteilung B
Kreuztabelle
Die Kreuztabelle stellt die Ergebnisse aller überlieferten Spiele dieser Saison dar. Die Heimmannschaft ist in der linken Spalte, die Gastmannschaft in der oberen Zeile aufgelistet.
| 1941/42               | F04  | SPV | 03D | WEI    | MEI | Dresdner SG 1893 | SÜD | FRE  |
| --------------------- | ---- | --- | --- | ------ | --- | ---------------- | --- | ---- |
| SC Freital 04         |      | 4:1 | 4:2 | 7:0    | 6:1 | 6:2              | 1:0 | 11:1 |
| SpVgg Dresden         | 3:3  |     | 5:2 | 4:1    | 4:2 | 5:1              | 2:1 | 9:5  |
| VfB 03 Dresden        | 1:2  | 1:3 |     | 3:0    | 6:0 | 7:2              | 5:0 | 6:1  |
| VfB Weixdorf          | 2:1  | 1:1 | 7:2 |        | 8:5 | 4:1              | 4:0 | 5:1  |
| Meißner SV 08         | 0:7  | 0:5 | 1:3 | 5:2    |     | 2:2              | 4:2 | 6:0  |
| Dresdner SG 1893      | 0:2  | 1:5 | 1:7 | 7:0    | 3:3 |                  | 2:3 | 1:0  |
| SV Südwest Dresden    | 1:4  | 7:1 | 2:4 | 0:0+ b | 2:4 | 1:2              |     | 4:0  |
| Sportfreunde Freiberg | 0:13 | 0:7 | 1:6 |        |     | 4:2              | 4:3 |      |

Abschlusstabelle
| Pl. | Verein                | Sp. | S  | U | N  | Tore    | Quote | Punkte |
| --- | --------------------- | --- | -- | - | -- | ------- | ----- | ------ |
| 1.  | SC Freital 04         | 14  | 12 | 1 | 1  | 071:140 | 5,07  | 25:30  |
| 2.  | SpVgg Dresden         | 14  | 10 | 2 | 2  | 055:290 | 1,90  | 22:60  |
| 3.  | VfB 03 Dresden        | 14  | 9  | 0 | 5  | 055:290 | 1,90  | 18:10  |
| 4.  | VfB Weixdorf (N)      | 13  | 7  | 1 | 5  | 034:370 | 0,92  | 15:11  |
| 5.  | Meißner SV 08         | 13  | 4  | 2 | 7  | 033:500 | 0,66  | 10:16  |
| 6.  | Dresdner SG 1893 (N)  | 14  | 3  | 2 | 9  | 027:490 | 0,55  | 08:20  |
| 7.  | SV Südwest Dresden    | 14  | 3  | 0 | 11 | 026:370 | 0,70  | 06:22  |
| 8.  | Sportfreunde Freiberg | 12  | 2  | 0 | 10 | 017:730 | 0,23  | 04:20  |

| \| Aufsteiger aus den 2. Klassen |

## Finale Bezirksmeisterschaft
| Datum            |                      | Ergebnis  |                      |
| ---------------- | -------------------- | --------- | -------------------- |
| 22. Februar 1942 | Sportfreunde Dresden | 2:1 (1:0) | SC Freital 04        |
| 9. März 1942     | SC Freital 04        | 0:1 (0:1) | Sportfreunde Dresden |
| Gesamt:          | Sportfreunde Dresden | 3:1       | SC Freital 04        |

## Entscheidung Teilnehmer Aufstiegsrunde
Das Fachamt Fußball führte in dieser Spielzeit Entscheidungsspiele zur Teilnahmeberechtigung an den Bereichsklassenaufstiegsspielen ein, im Bezirk Dresden traf der Bezirksmeister aus Dresden auf den Vertreter der Oberlausitz. Nur der Sieger durfte an den Aufstiegsspielen teilnehmen.
| Datum          |                      | Ergebnis  |                      |
| -------------- | -------------------- | --------- | -------------------- |
| 12. April 1942 | Sportfreunde Dresden | 1:2 (0:2) | Sportlust Zittau     |
| 20. April 1942 | Sportlust Zittau     | 4:2 (2:2) | Sportfreunde Dresden |
| Gesamt:        | Sportfreunde Dresden | 3:6       | Sportlust Zittau     |